# 飯山赤十字病院
飯山赤十字病院（いいやませきじゅうじびょういん）は、長野県飯山市にある医療機関である。日本赤十字社長野県支部が設置する病院である。

## 沿革
- 1953年（昭和28年）12月10日 - 日本赤十字社長野県支部飯山赤十字病院を開設。
- 1973年（昭和48年）5月 - 救急指定病院に認定。
- 1992年（平成4年）4月 - へき地中核病院に指定。
- 1999年（平成11年）9月 - 指定居宅介護支援事業所に指定。
- 2000年（平成12年）11月 - 訪問看護ステーションを開設。
- 2003年（平成15年）5月 - 通所リハビリテーション｢ふきのとう｣を開設。

## 診療科
- 内科
- 精神科
- 神経内科
- 呼吸器科
- 循環器科
- 小児科
- 外科
- 整形外科
- 形成外科
- 脳神経外科
- 皮膚科
- 泌尿器科
- 産婦人科
- 眼科
- 耳鼻咽喉科
- 放射線科
- 麻酔科
- リハビリテーション科
- 消化器科
- 心療内科
- 人間ドック

診療協働部門
- 看護部
- 薬剤部
- 医療技術部（検査技術課・病理技術課・臨床工学技術課・栄養課）

付帯施設
- 訪問看護ステーション
- 通所リハビリテーション（ふきのとう）

## 医療機関の指定等
- 保険医療機関
- 結核指定医療機関
- 生活保護法指定医療機関
- 労災保険法指定医療機関
- 救急告示病院
- 身体障害者福祉法指定医療機関
- 母子保健法指定医療機関
- 原子爆弾被爆者援護法指定医療機関
- 性病予防法指定医療機関
- 母体保護法指定医療機関
- 児童福祉法指定医療機関
- 第二次救急指定医療機関
- へき地中核病院指定医療機関
- DPC対象病院
- 災害対策基本法指定機関

## 交通アクセス
- 東日本旅客鉄道飯山線飯山駅より徒歩約8分。
- 上信越自動車道豊田飯山ICより車で約10分。